# Botrychium microphyllum
Botrychium microphyllum là một loài dương xỉ trong họ Ophioglossaceae. Loài này được M.Kato mô tả khoa học đầu tiên năm 1995.
Danh pháp khoa học của loài này chưa được làm sáng tỏ. 